# Speaker of the Dead
 (mars 2023).
Si vous disposez d'ouvrages ou d'articles de référence ou si vous connaissez des sites web de qualité traitant du thème abordé ici, merci de compléter l'article en donnant les références utiles à sa vérifiabilité et en les liant à la section « Notes et références ».
Speaker of the Dead est le quatrième album studio du groupe de deathcore américain Emmure.  L'album est sorti en 2011 sous le label Victory Records.

## Liste des morceaux
1. Children of Cybertron
2. Area 64-66
3. Dogs Get Put Down
4. Demons With Ryu
5. Solar Flare Homicide
6. Eulogy of Giants
7. Bohemian Grove
8. 4 Poisons 3 Words
9. Cries of Credo
10. Last Words to Rose
11. A Voice From Below
12. Drug Dealer Friend
13. My Name Is Thanos
14. Lights Bring Salvation
15. Word of Intulo